# 샤스트라
샤스트라(산스크리트어: Śāstra, 영어: Shastra는 일반적인 의미로는 "교육 · 지식 · 규칙"을 뜻하는 산스크리트 낱말이다. 이 낱말은 일반적인 용도로는 실용적인 분야의 기술적이고 전문적인 문헌들의 제목에서 끝에 붙는 단어로 흔히 사용된다. 예를 들면 바스투샤스트라 · 아르타샤스트라 등이 있다.
이런 일반적인 용법이 확대되어 "샤스트라"는 특정 교의 또는 사상을 해설하는 불교 또는 힌두교의 논서(論書)를 가리키는 낱말로 사용되었으며, 위의 일반적인 뜻보다 이런 뜻으로 더 자주 사용된다. 특히, 불교의 경우 "샤스트라"는 특정 수트라(Sutra), 즉, 특정 불교 경전에 대한 주석서를 의미하는 경우가 흔하다. 이 경우 불교 경전은 붓다의 지위에 도달한 존재가 설한 것을 기록한 문헌을 뜻한다. 예를 들어, 용수의 《대지도론》과 원효의 《금강삼매경론》은 각각 고타마 붓다 또는 붓다의 지위에 속한 존재들이 설한 《반야경》과 《금강삼매경》의 주석서이다. 이 때문에 경(經)이라고 하지 않고 론(論)이라고 한다.

## 같이 보기
- 다르마샤스트라
- 아르타샤스트라
- 대승 경전